# Station Mrzezino
Station Mrzezino is een spoorwegstation in de Poolse plaats Mrzezino.